# 沃什伯恩縣 (威斯康辛州)
沃什伯恩县（英語：Washburn County）是位於美國威斯康辛州西北部的一個縣。面積2,209平方公里。根據美國2000年人口普查估計，共有人口16,036人。縣治謝爾萊克 (Shell Lake)。
成立於1883年3月27日。縣名紀念州長卡德沃勒德·C·沃什伯恩 （Cadwallader Colden Washburn）。